# تشمستان
تشمستان (بالفارسية: چمستان) هي مدينة تقع في إيران في Chamestan District. يقدر عدد سكانها بـ 9,481 نسمة .